# Мошковская, Наталия
Наталия Мошковска (иногда Натали Можковска, польск. Natalia Moszkowska; 1886 — 1968) — польский экономист марксистского направления, внёсшая значительный вклад в развитие марксистской  теории  стоимости и кризисов, в концепцию монопольного капитала  и экономическое обоснование военных расходов.

## Биография
Наталия Мошковска родилась 1 мая 1886 года в Варшаве, в семье Александра Мошковскoго (1850—1922) и Эвелины Ювилер (Moszkowska-Juwiler, ?—1938). Примерно в 1900 году, в результате преследований со стороны царского правительства, эмигрировала из Российской империи в Швейцарию, где поступила в Цюрихский Университет.
18 июля 1914 года Цюрихским Университетом ей была присуждена ученая степень доктора экономических наук за диссертацию написанную под руководством   Генриха Сивекинга (Heinrich Sieveking). Её научная работа была посвящена исследованию касс взаимопомощи рабочих угольной и металлургической промышленности Польши. Как указано в исследовании, Наталия Мошковска опиралась в своих изысканиях на русские источники, к которым получила доступ во время своего пребывания в Польском Царстве в 1911 году. В конце 1918 года, в контексте октябрьской Революции, а также  ноябрьской Революции, происходившей в то время в Германии, швейцарские власти стали подозревать  Наталию Мошковска в причастности к „агитаторству в пользу большевизма”. Поскольку Мошковска вместе с Лейбой Хаимом Капланом задержались на более длительное  время, чем это было запланировано,  в Алпенотеле  в Везен-Амдене в Швейцарии, кантональной полиции  Сэнт Галл было дано указание вести наблюдение за „этой русской парой”, которая „часто получала заказные письма”.
Не позже чем в 1923 году, Мошковска обосновалась в Цюрихе, где состояла наставником  и писала для профсоюзной и социалистической прессы. Она никогда не была замужем. Опубликовала три книги и многочисленные статьи, активно принимала участие в дебатах по экономическим вопросам в рамках швейцарской социалистической партии. Из  Цюриха она поддерживала контакты с международным научным сообществом (среди них Морис Добб, Адольф Лёве, Эдгар Салин). Скончалась Наталия Мошковска 26 ноября 1968 года.

## Основные труды

### Das Marxsche System(1929)

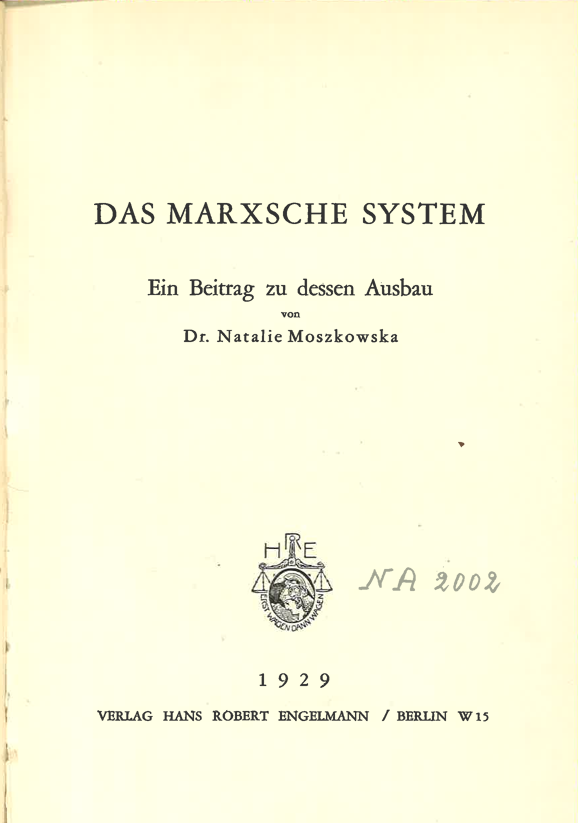
Титульный лист работы Мошковской (1929). Das Marxsche System. Ein Beitrag zu dessen Ausbau

Первая монография  Мошковской написана после её диссертации Das Marxsche System (марксистская система) и опубликована в 1929 году берлинским издателем Робертом  Энгелманном. Начало первой части книги посвящена защите трудовой теории стоимости  в трактовке близкой взглядам  Владислава Борткевича, с привлечением необычно большого количества статистического материала относительно трансформации ценности в цену товара.
Сходство взглядов с  Борткевичем находят своё отражение также во второй части (главе) книги, которую она посвящает критике трактовки Марксом уменьшения нормы прибыли, изложенной им  в третьем томе Капитала.  Мошковска утверждает, что капиталисты никогда не внедрят новую машину если эта не сэкономит как минимум столько же oплачиваемого труда, сколько было затрачено на её производство.
При этом все технологические достижения повышают производительность труда; их влияние на норму прибыли зависит от увеличения производительности за счет увеличения количества средств производства на одного работника.
Большая заслуга  Мошковской состоит в том,  что она  описала (хотя и с ошибочным техническим анализом) то, что позже будет известно как теорема Окисио: жизнеспособные инновации, которые снижают норму прибыли, связаны с ростом реальной заработной платы.
Она приходит к выводу, что теория снижения нормы прибыли не должна интерпретироваться как историческое предсказание, а как коэффициент функциональной зависимости прибавочной стоимости и нормы прибыли. Его также можно было бы назвать «законом падения нормы прибыли» или «законом тенденции увеличения скорости эксплуатации», и, по сути, это вторая тенденция, которая преобладала.
В третьей части своей книги Мошковска применяет эти выводы к теории кризисов, отвергая модель нормы прибыли, содержащуюся в  III-м томе Капитала, а также противопоставляя идею о том, что диспропорции между различными ветвями производства станут краеугольным камнем  экономического цикла.
Если в капиталистической экономике действительно есть фундаментальная диспропорция, утверждает она, то она находится в сфере распределения. Часть сверхприбыли способствует чрезмерному накоплению капитала и приводит к кризисам недопотребления, в то время как реальная заработная плата быстро растет по мере снижения безработицы и, в результате этого, снижается рентабельность, что,  в конечном итоге, приведет к концу изобилия. Согласно Мошковской, низкое потребление является неоспоримым объяснением этих процессов.

### Zur Kritik moderner Krisentheorien(1935)

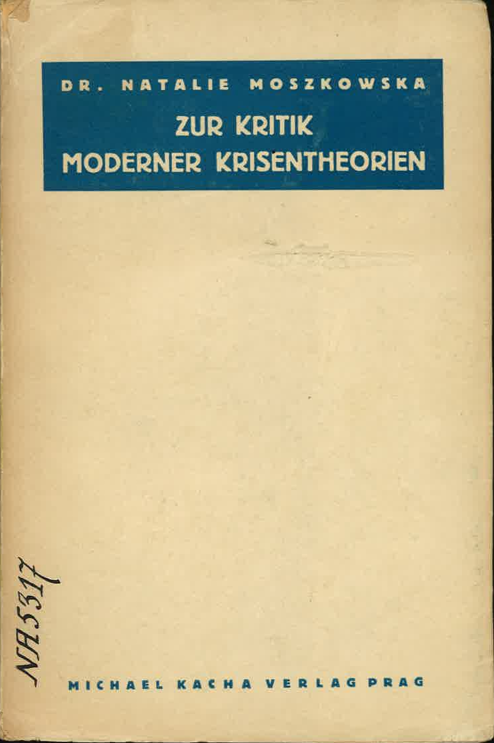
Tитульный лист книги Натали Мошковска (1935). Zur Kritik Moderner Krisentheorien.

Свою вторую книгу, Zur Kritik moderner Krisentheorien (К критике современных теорий кризиса), опубликованную в 1935 году,  Натали Мошковска посвящает критике теорий кризиса современных  немецких и австрийских марксистских авторов, таких как Адольф Лёве, Эмиль Ледерер, Генрих Гроссманн, Отто Бауэр и Гюстав Ландауер.
В своей критике Мошковска утверждает, что заработная плата должна соответствовать росту производительности труда, т. е. часть заработной платы должна оставаться постоянной, чтобы сохранить макроэкономический баланс. Она также возвращается к техническому прогрессу, теме, уже развитой в ее предыдущей книге, чтобы с уверенностью утверждать, что последний является синонимом растущей нормы прибыли.
В книге, также, упоминается период депрессии, событие находящееся в сознании каждого на момент написания книги, в условиях которого прибавочная стоимость должна увеличиваться еще быстрее, ввиду несоответствия корректировки цен: денежная заработная плата и цены на сырье падают быстрее, чем цены на промышленные товары.

В этой книге Наталия Мошковска полностью вовлечена в теорию недопотребления, которую она использует для объяснения декаданса капитализма:
Если разрыв между производством и потреблением расширяется за определенный период и если дефицит потребления достигaет определенногo размаха, относительное обнищание становится абсолютным. Производство уменьшается, а рабочие оказываются на паперти. Если классический капитализм характеризуется относительным обнищанием, современный капитализм - это абсолютная пауперизация. И это абсолютное обнищание, невыносимое в долгосрочной перспективе, является явным упадком капитализма.
Согласно Натали Мошковской, «Великая депрессия» 1930 года также является явным доказательством этого.
Вторая книга Мошковской  знаменует собой поворотный момент в её образе мышления, и все наталкивает на мысль, что она предсказывает грядущее появление постоянного кризиса капитализма ввиду возрастающего разрыва между потреблением и производством.

### Zur Dynamik des Spätkapitalismus(1943)

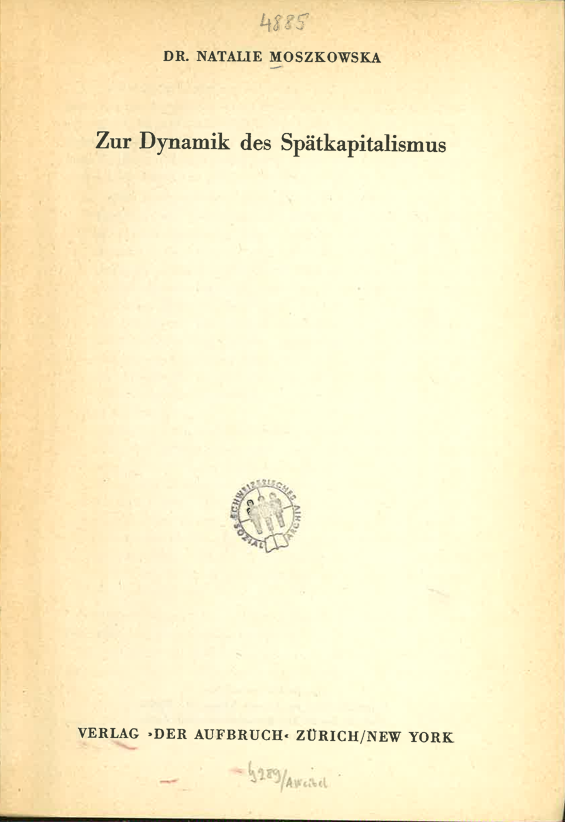
Tитульный лист книги Натали Мошковска Zur Dynamik des Spätkapitalismus (1943).

В своей третьей книге «Zur Dynamik of Spätkapitalismus» (Динамика позднего капитализма) Наталия Мошковска продолжает критиковать тенденцию к снижению нормы прибыли, возвращаясь к двум подходам к кризисам – анализу недостаточного и избыточного накоплений.
По его мнению, недостаточное накопление совместимо с современной теорией циклов и с анализом III-го тома «Капитала» Маркса как «естественного» или «вечного» закона капитализма. Однако, согласно Мошковской, марксистская политическая экономика должна сосредоточиться на «социальных» и «исторических» законах, таких как избыточное накопление (что является не чем иным, как синонимом «недопотребления»).
Мошковска продолжает анализ проблемы ошибочных расходов (или мотовства), что является лишь одним из способов преодоления разрыва между производством общества и его потреблением за счет злоупотребления ресурсами (главным образом из-за контроля импорта или демпинга в экспорте) и, главным образом, возрастания расходов на вооружение, а также огромные экономические и социальные военные издержки. Она приходит к выводу, что буржуазный либерализм и реформизм социал-демократии более нежизнеспособны и что единственными альтернативами социализму являются теперь фашизм, империализм и война.

## Публикации

### Произведения
- Moszkowska, N. (1917). Arbeiterkassen an den privaten Berg- und Hüttenwerken im Königreich Polen: ein Beitrag zur Geschichte der Wohlfahrtseinrichtungen der Arbeitgeber. Stuttgart: Dietz Nachf. (Публикация докторской диссертации 1914 года).
- Moszkowska, N. (1929). Das Marxsche System: ein Beitrag zu dessen Ausbau. Berlin: Engelmann, H. R.
- Moszkowska, N. (1935). Zur Kritik moderner Krisentheorien. Prag:  Neuen Weltbühne.
- Moszkowska, N. (1943). Zur Dynamik des Spätkapitalismus. Zürich: Der Aufbruch.

### Статьи
- Moszkowska, N. (1933). Kapitalnot oder Absatznot?. Rote Revue: sozialistische Monatsschrift, 31: 308-312.
- Moszkowska, N. (1938). Zum Problem der Wert- und Preisrechnung - eine Erwiderung [betr. Emil J. Walter]
- Moszkowska, N., Brügel, J.W. (1951). Kapitalismus nach den Weltkriegen. Rote Revue: sozialistische Monatsschrift, 30: 461-466.
- Thürig, W., Moszkowska, N. (1952). Der alte und der neue Faschismus. Rote Revue: sozialistische Monatsschrift, 31: 14-20.
- Brügel, J.W., Moszkowska, N. (1952). Wer hat den Kapitalismus gerettet? Rote Revue: sozialistische Monatsschrift, 12: 76-83, 288.
- Moszkowska, N. (1952). Das kapitalistische Endstadium. Rote Revue: sozialistische Monatsschrift, 31: 145-154.
- Miville, C., Moszkowska, N., V.G. (1952). Wer treibt zum Krieg? Rote Revue: sozialistische Monatsschrift, 31: 245-250.
- Moszkowska, N. (1952). Oekonomische und politische Auswirkungen der Rüstungen. Arbeit und Wirtschaft, Vienna, 6.Jg./Nr. 3
- Moszkowska, N., Zajfert, T., Bührer, J. (1954). Kleinhaltung des Massenkonsums und wirtschaftliche Entwicklung. Rote Revue: sozialistische Monatsschrift, 33: 116-123, 137-140, 165-168.
- Moszkowska, N. (1955). Hemmnisse der demokratischen Entwicklung. Der öffentliche VPOD-Dienst, 48.
- Moszkowska, N. (1955). Kreditinflation und Teuerung. Rote Revue, 34: 30-39.
- Moszkowska, N. (1958). Kapitalistische Wirtschaftswunder, Gewerkschaftliche Monatshefte, 9(4): 224-228.
- Moszkowska, N. (1959). Das Krisenproblem bei Marx und Keynes. Schmollers Jahrbuch für Gesetzgebung, Verwaltung und Volkswirtschaft, 79(6): 665-701.
- Moszkowska, N. (1960). Erwartung und Wirklichkeit, Periodikum für Wissenschaftlichen Sozialismus, 16: 5-16.
- Moszkowska, N. (1963). Wandlung der Methode und des Erkenntnisobjektes der Nationalökonomie. Schmollers Jahrbuch für Gesetzgebung, Verwaltung und Volkswirtschaft, 83(3): 269-293.
- Moszkowska, N. (1965). Methodologischer Subjektivismus in der Nationalökonomie. Schmollers Jahrbuch für Gesetzgebung, Verwaltung und Volkswirtschaft, 85: 513-524.